# 宋一夫
宋一夫（1955年—），满族，哲学博士，编审。现任中国出版集团现代教育出版社社长兼党委书记、中国马克思主义哲学史研究会常务理事、中国出版协会理事。曾任全国古籍出版社联合会会长、中华书局总经理兼党委书记、吉林省新闻出版局副局长。

## 簡历
- 1978年毕业于东北师大历史系，
- 1978至1985年在吉林四平师院（现吉林师大）任教。
- 1986至1988年在吉林文史出版社任编辑。
- 1989至1992年在北京大学历史系攻读中国古代史秦汉史专业研究生，获历史学硕士学位。
- 1992年任吉林省新闻出版局图书处副处长兼审读室副主任。
- 1993至1994年任吉林文史出版社社长（正处级）兼总编、书记。1995年任吉林省新闻出版局助理巡视员。
- 1996至1997年任吉林省新闻出版局党组成员、省新闻出版局副局长。
- 1997至2004年任中华书局总经理（正局级）兼党委书记。[3]  1997-2001年在北京大学在职攻读哲学系马克思主义哲学与现实专业，获哲学博士学位。
- 2004年4月任中国出版集团现代教育出版社社长兼党委书记。[4]

## 主要著作
主要学术著作有《二重结构理论》、《中华儒学通典》、《中华道学通典》、《中华佛学通典》、《国学百家讲坛丛书》等50余部，发表《汉代功曹、五官掾考》（《历史研究》1995年第5期）、《社会二重结构论》（《北京大学学报》2001年第5期）、《历史结构与现实结构的二重论》（《马克思主义与现实》2001年第5期）等史学、哲学学术论文70余篇。主编的中小学教材主要有《中学历史》（中华书局）、《国学》（现代教育出版社）、《书法》（现代教育出版社）等。